# Never Let Her Slip Away
"Never Let Her Slip Away" is een nummer geschreven door de Amerikaanse zanger Andrew Gold. Het nummer werd uitgebracht als vierde single van het album All This and Heaven Too uit 1978. Het nummer gaat over de Amerikaanse actrice Laraine Newman, die destijds Golds vriendin was.
De single bereikte de vijfde plaats in de UK Singles Chart en nummer 67 in de Billboard Hot 100. In de Nederlandse Top 40 werd plek 15 behaald en in de Vlaamse Ultratop 50 kwam de single een plaatsje hoger.
Volgens sommige bronnen verleende Queen-frontman Freddie Mercury bij aan het achtergrondkoortje bij het nummer. Hij is echter niet genoemd op de credits van de single, en andere bronnen trekken deze claim in twijfel. 
De Britse dance-act Undercover maakte in 1992 een dance-cover van het nummer. Deze versie scoorde in veel Europese landen beter dan het origineel, met een zevende positie in de Top 40 en een derde positie in de Ultratop 50.

## Hitnoteringen

### Versie Andrew Gold

#### Nederlandse Top 40
| Hitnotering: 26-08-1978 t/m 07-10-1978 | Hitnotering: 26-08-1978 t/m 07-10-1978 | Hitnotering: 26-08-1978 t/m 07-10-1978 | Hitnotering: 26-08-1978 t/m 07-10-1978 | Hitnotering: 26-08-1978 t/m 07-10-1978 | Hitnotering: 26-08-1978 t/m 07-10-1978 | Hitnotering: 26-08-1978 t/m 07-10-1978 | Hitnotering: 26-08-1978 t/m 07-10-1978 | Hitnotering: 26-08-1978 t/m 07-10-1978 |
| Week:                                  | 1                                      | 2                                      | 3                                      | 4                                      | 5                                      | 6                                      | 7                                      |                                        |
| -------------------------------------- | -------------------------------------- | -------------------------------------- | -------------------------------------- | -------------------------------------- | -------------------------------------- | -------------------------------------- | -------------------------------------- | -------------------------------------- |
| Positie:                               | 30                                     | 23                                     | 19                                     | 15                                     | 15                                     | 18                                     | 34                                     | uit                                    |

#### Nationale Hitparade
| Hitnotering: 26-08-1978 t/m 14-10-1978 | Hitnotering: 26-08-1978 t/m 14-10-1978 | Hitnotering: 26-08-1978 t/m 14-10-1978 | Hitnotering: 26-08-1978 t/m 14-10-1978 | Hitnotering: 26-08-1978 t/m 14-10-1978 | Hitnotering: 26-08-1978 t/m 14-10-1978 | Hitnotering: 26-08-1978 t/m 14-10-1978 | Hitnotering: 26-08-1978 t/m 14-10-1978 | Hitnotering: 26-08-1978 t/m 14-10-1978 | Hitnotering: 26-08-1978 t/m 14-10-1978 |
| Week:                                  | 1                                      | 2                                      | 3                                      | 4                                      | 5                                      | 6                                      | 7                                      | 8                                      |                                        |
| -------------------------------------- | -------------------------------------- | -------------------------------------- | -------------------------------------- | -------------------------------------- | -------------------------------------- | -------------------------------------- | -------------------------------------- | -------------------------------------- | -------------------------------------- |
| Positie:                               | 42                                     | 30                                     | 23                                     | 27                                     | 24                                     | 25                                     | 25                                     | 36                                     | uit                                    |

#### VlaamseUltratop 50
| Hitnotering: 09-09-1978 t/m 21-10-1978 | Hitnotering: 09-09-1978 t/m 21-10-1978 | Hitnotering: 09-09-1978 t/m 21-10-1978 | Hitnotering: 09-09-1978 t/m 21-10-1978 | Hitnotering: 09-09-1978 t/m 21-10-1978 | Hitnotering: 09-09-1978 t/m 21-10-1978 | Hitnotering: 09-09-1978 t/m 21-10-1978 | Hitnotering: 09-09-1978 t/m 21-10-1978 | Hitnotering: 09-09-1978 t/m 21-10-1978 |
| Week:                                  | 1                                      | 2                                      | 3                                      | 4                                      | 5                                      | 6                                      | 7                                      |                                        |
| -------------------------------------- | -------------------------------------- | -------------------------------------- | -------------------------------------- | -------------------------------------- | -------------------------------------- | -------------------------------------- | -------------------------------------- | -------------------------------------- |
| Positie:                               | 25                                     | 20                                     | 27                                     | 27                                     | 20                                     | 14                                     | 25                                     | uit                                    |

#### NPO Radio 2 Top 2000
| Nummer met noteringen in de NPO Radio 2 Top 2000 | '99  | '00  | '01 | '02 | '03  | '04  | '05  | '06  | '07  | '08  | '09 | '10  |
| ------------------------------------------------ | ---- | ---- | --- | --- | ---- | ---- | ---- | ---- | ---- | ---- | --- | ---- |
| Never Let Her Slip Away                          | 1147 | 1114 | 743 | 730 | 1430 | 1471 | 1292 | 1571 | 1533 | 1395 | -   | 1966 |

1. ↑  Een '-' betekent dat het nummer niet was genoteerd en een vetgedrukt getal geeft de hoogste notering aan.
2. ↑  Deze tabel is bijgewerkt tot en met de laatste editie (2024).

### Versie Undercover

#### Nederlandse Top 40
| Hitnotering: 12-12-1992 t/m 06-02-1993 | Hitnotering: 12-12-1992 t/m 06-02-1993 | Hitnotering: 12-12-1992 t/m 06-02-1993 | Hitnotering: 12-12-1992 t/m 06-02-1993 | Hitnotering: 12-12-1992 t/m 06-02-1993 | Hitnotering: 12-12-1992 t/m 06-02-1993 | Hitnotering: 12-12-1992 t/m 06-02-1993 | Hitnotering: 12-12-1992 t/m 06-02-1993 | Hitnotering: 12-12-1992 t/m 06-02-1993 | Hitnotering: 12-12-1992 t/m 06-02-1993 |
| Week:                                  | 1                                      | 2                                      | 3                                      | 4                                      | 5                                      | 6                                      | 7                                      | 8                                      |                                        |
| -------------------------------------- | -------------------------------------- | -------------------------------------- | -------------------------------------- | -------------------------------------- | -------------------------------------- | -------------------------------------- | -------------------------------------- | -------------------------------------- | -------------------------------------- |
| Positie:                               | 25                                     | 14                                     | 8                                      | 7                                      | 7                                      | 13                                     | 19                                     | 40                                     | uit                                    |

#### Nationale Top 100
| Hitnotering: 05-12-1992 t/m 06-02-1993 | Hitnotering: 05-12-1992 t/m 06-02-1993 | Hitnotering: 05-12-1992 t/m 06-02-1993 | Hitnotering: 05-12-1992 t/m 06-02-1993 | Hitnotering: 05-12-1992 t/m 06-02-1993 | Hitnotering: 05-12-1992 t/m 06-02-1993 | Hitnotering: 05-12-1992 t/m 06-02-1993 | Hitnotering: 05-12-1992 t/m 06-02-1993 | Hitnotering: 05-12-1992 t/m 06-02-1993 | Hitnotering: 05-12-1992 t/m 06-02-1993 | Hitnotering: 05-12-1992 t/m 06-02-1993 |
| Week:                                  | 1                                      | 2                                      | 3                                      | 4                                      | 5                                      | 6                                      | 7                                      | 8                                      | 9                                      |                                        |
| -------------------------------------- | -------------------------------------- | -------------------------------------- | -------------------------------------- | -------------------------------------- | -------------------------------------- | -------------------------------------- | -------------------------------------- | -------------------------------------- | -------------------------------------- | -------------------------------------- |
| Positie:                               | 82                                     | 45                                     | 30                                     | 10                                     | 8                                      | 8                                      | 15                                     | 16                                     | 23                                     | uit                                    |

#### VlaamseUltratop 50
| Hitnotering: 05-12-1992 t/m 06-03-1993 | Hitnotering: 05-12-1992 t/m 06-03-1993 | Hitnotering: 05-12-1992 t/m 06-03-1993 | Hitnotering: 05-12-1992 t/m 06-03-1993 | Hitnotering: 05-12-1992 t/m 06-03-1993 | Hitnotering: 05-12-1992 t/m 06-03-1993 | Hitnotering: 05-12-1992 t/m 06-03-1993 | Hitnotering: 05-12-1992 t/m 06-03-1993 | Hitnotering: 05-12-1992 t/m 06-03-1993 | Hitnotering: 05-12-1992 t/m 06-03-1993 | Hitnotering: 05-12-1992 t/m 06-03-1993 | Hitnotering: 05-12-1992 t/m 06-03-1993 | Hitnotering: 05-12-1992 t/m 06-03-1993 | Hitnotering: 05-12-1992 t/m 06-03-1993 | Hitnotering: 05-12-1992 t/m 06-03-1993 | Hitnotering: 05-12-1992 t/m 06-03-1993 |
| Week:                                  | 1                                      | 2                                      | 3                                      | 4                                      | 5                                      | 6                                      | 7                                      | 8                                      | 9                                      | 10                                     | 11                                     | 12                                     | 13                                     | 14                                     |                                        |
| -------------------------------------- | -------------------------------------- | -------------------------------------- | -------------------------------------- | -------------------------------------- | -------------------------------------- | -------------------------------------- | -------------------------------------- | -------------------------------------- | -------------------------------------- | -------------------------------------- | -------------------------------------- | -------------------------------------- | -------------------------------------- | -------------------------------------- | -------------------------------------- |
| Positie:                               | 28                                     | 14                                     | 14                                     | 4                                      | 6                                      | 6                                      | 4                                      | 4                                      | 3                                      | 5                                      | 6                                      | 10                                     | 21                                     | 43                                     | uit                                    |